# Matsesta
Matsesta (del ruso: Мацеста) es un microdistrito perteneciente al distrito de Josta de la unidad municipal de la ciudad-balneario de Sochi del krai de Krasnodar del sur de Rusia. Tiene alrededor de 5 000 habitantes.
Está situado a lo largo del curso bajo del valle del río Matsesta y de su afluente el Tsanyk, hasta su desembocadura en el mar Negro.

## Historia
El 20 de junio de 1934 la Presidencia del Comité Ejecutivo Central decidió la creación de una nueva población junto al emplazamiento del puesto ferroviario de Matsesta, en las inmediaciones de varios sanatorios ya existentes. Fue incorporado a la ciudad en 1951.

## División administrativa
Se divide en cuatro partes: Nóvaya Matsesta (la más próxima al litoral), Srédnaya Matsesta (parte central), Stáraya Matsesta (la parte vieja) y Matsestinski dolina (valle del Matsesta).

## Transporte

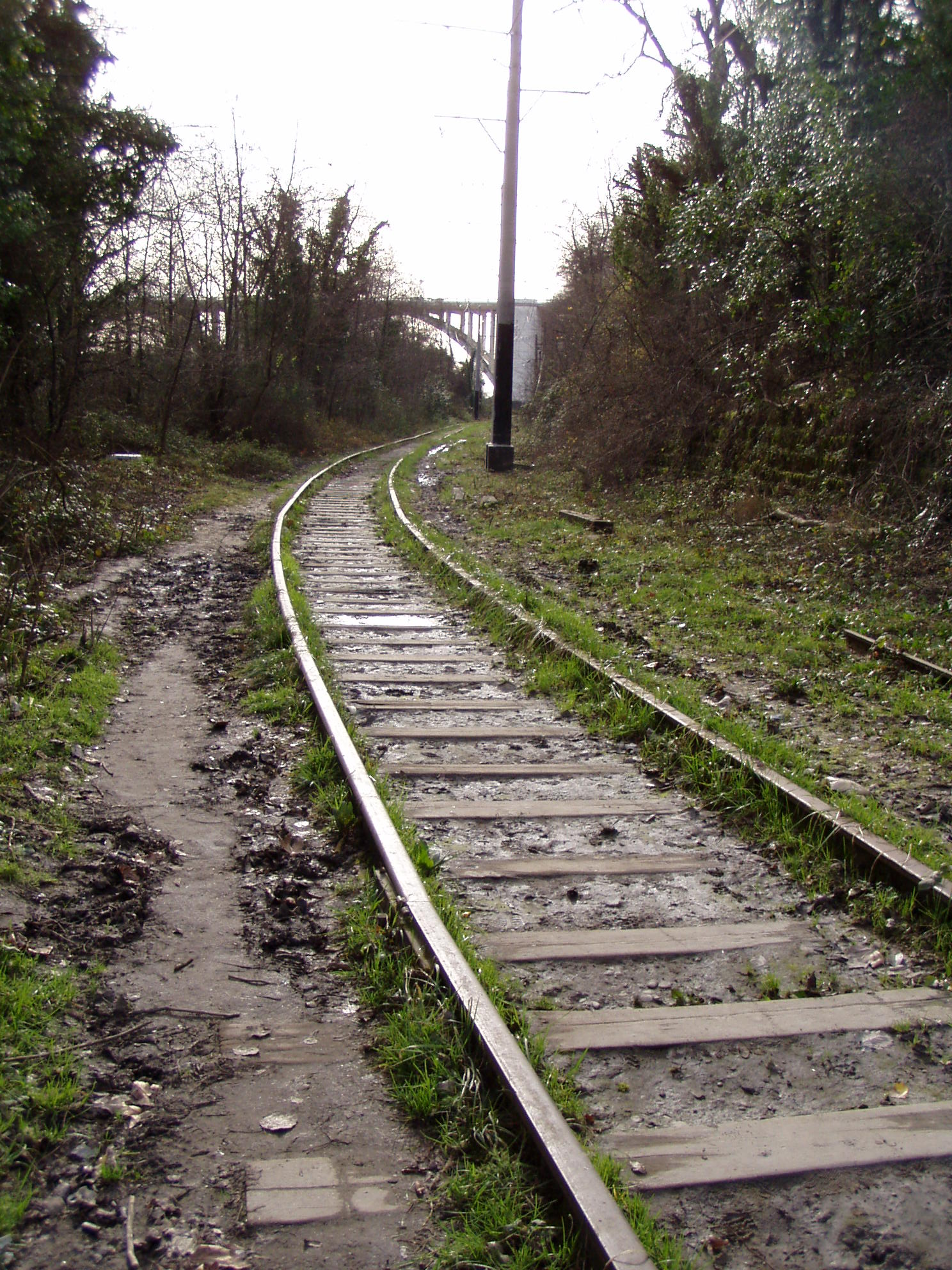
Restos de la línea de ferrocarril de vía estrecha de Matsesta.

Cuenta con una estación en la línea Sochi-frontera abjasa. Por la localidad pasa la carretera federal M27.

## Lugares de interés
En la parte antigua del microdistrito (Stáraya Matsesta) se halla un renombrado sanatorio balneoterapéutico con aguas sulfurosas y lodos fundado en 1902. Hasta él partía desde la estación de Matsesta un ramal de ferrocarril de vía estrecha de 3 km de longitud que operó entre 1925 y 1980. 
Cabe destacar asimismo el Museo de la Naturaleza de Sochi, sito en el microdistrito.